# Cleveland Park (metropolitana di Washington)
Cleveland Park è una stazione della metropolitana di Washington, situata sulla linea rossa. Si trova a Washington, nell'omonimo quartiere, nei pressi dello Smithsonian National Zoological Park.
È stata inaugurata il 5 dicembre 1981, contestualmente all'apertura del tratto tra Dupont Circle e Van Ness-UDC.
La stazione è servita da autobus del sistema Metrobus (anch'esso gestito dalla WMATA).